# Хауракі (затока)
Затока Хауракі (англ. Hauraki Gulf, маор. Tīkapa Moana МФА: [tiːkapa mɔana]) — затока в північній частині острова Північний (Нова Зеландія). Розташована між містом Окленд, півостровом Коромандел і рівнинами Хауракі. Назва з мови маорі перекладається як «північний вітер».
Затока є частиною Тихого океану, з водами якого з'єднаний трьома протоками, Колвілл, Кредок та Джелліко, у північній і східній частинах. У північній частині Хауракі розташовані острови Грейт-Барр'єр, Літтл-Барр'єр, острови архіпелагу Мокохінау; в західній — група невеликих островів (зокрема, Браунс). У східній частині затока омиває півострів Коромандел. На острові Берджесс, що входить до складу архіпелагу Мокохінау, в 1883 році було побудовано маяк.
На березі затоки розвинений туризм (рибалка, серфінг, дайвінг). У лютому 2000 року затоку було оголошено морським заповідником «Морський парк затоки Мокохінау» (англ. Hauraki Gulf Marine Park).

## Мешканці
У затоці живуть види рідкісних морських істот. У води затоки Хауракі припливають китові, у більшості випадків для розмноження. Саме через рибний вилов і тим самим знищення фауни затоку й довелося оголосити заповідником. Але й зараз дві третини заповідника відкриті для рибного лову.